# Viviès
Viviès (okzitanisch Vivièrs) ist eine Gemeinde in  Frankreich mit 156 Einwohnern (Stand 1. Januar 2022) im Département Ariège in der Region Okzitanien. Sie gehört zum Kanton Mirepoix und zum Arrondissement Pamiers.
Nachbargemeinden sind Rieucros im Nordwesten, Tourtrol im Osten, Dun im Süden und Vira im Südwesten.

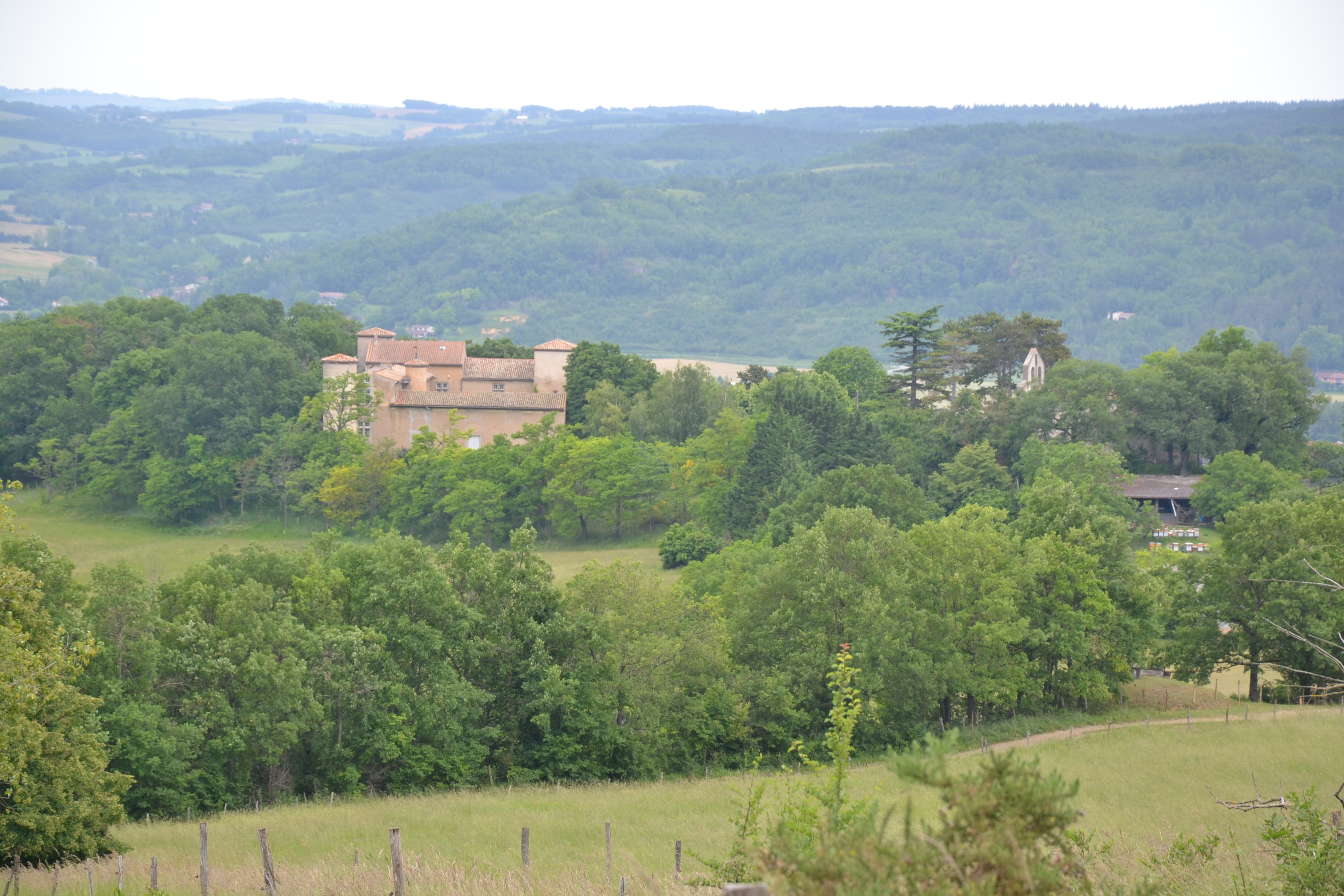
Schloss Gargas, Monument historique

## Bevölkerungsentwicklung
| Jahr                       | 1962 | 1968 | 1975 | 1982 | 1990 | 1999 | 2008 | 2015 | 2021 |
| -------------------------- | ---- | ---- | ---- | ---- | ---- | ---- | ---- | ---- | ---- |
| Einwohner                  | 66   | 59   | 56   | 63   | 62   | 84   | 112  | 116  | 154  |
| Quellen: Cassini und INSEE |      |      |      |      |      |      |      |      |      |